# Цыварев, Алексей Демьянович
Алексе́й Демья́нович Цы́варев (10 марта 1958 года, Ростов-на-Дону) — советский и российский режиссёр, один из основателей телекомпании НТВ, первый генеральный продюсер НТВ.

## Биография
Родился 10 марта 1958 года в Ростове-на-Дону. В 1981 году окончил Московский государственный институт культуры (учился вместе с Сергеем Винниковым), по образованию — режиссёр и художник театра. Работал по специальности на различных эстрадных концертах, в том числе и на концертной программе ВИА «Песняры» по мотивам стихов Владимира Маяковского «Во весь голос».
Работу на телевидении начал в Главной редакции информации ЦТ СССР в должности помощника администратора программы «Время», став через некоторое время режиссёром этой передачи. Также был первым режиссёром программы «До и после полуночи», снимал рекламу.
В должности режиссёра «Времени» записал интервью Маргарет Тэтчер, выбрав самостоятельно подходящий костюм для премьер-министра Великобритании. Работал над репортажами и материалами об Афганской войне, августовском путче, штурме Вильнюсского телецентра и попытке захвата телецентра «Останкино».
После распада СССР работал режиссёром программы «Итоги», собрав коллектив, проработавший всё время существования программы.
В 1993 году вместе с Игорем Малашенко, Олегом Добродеевым и Евгением Киселёвым учредил ТОО «Итоги», один из основателей телекомпании НТВ. Изначально на НТВ работал заведующим отделом кадров.
С 1994 по 1997 год — генеральный продюсер (исполнительный директор) НТВ.
В период с 1996 по 1997 год занимал должность генерального директора спутникового оператора «НТВ-Плюс». Ушёл с должности после конфликта с Владимиром Гусинским. После увольнения с должности занялся кинопроизводством, был режиссёром документальных фильмов телекомпании.
В настоящий момент занимается литературной деятельностью — так, в 2005 году написал роман «Арундель 405». Публиковал несколько рассказов в журнале «Юность». В 2015 году издал книгу воспоминаний «На останкинской игле. С чего начиналось НТВ».

## Семья
Отец — Демьян Егорович Цыварев (род. 1926), участник Советско-японской войны, стрелок-радист танка Т-34, в прошлом занимал руководящие должности на различных сельскохозяйственных предприятиях Ростовской области. Мать — Елена Николаевна (род. 1929), работала преподавателем истории.
Имеет двух дочерей — Ольгу и Татьяну. Последняя родилась в 1983 году, окончила факультет психологии МГУ; в 2007 году участвовала в создании телеканала «Мать и дитя» (ныне — «Мама»), с 2010 года работает на телеканале «Карусель» со стороны ВГТРК (изначально как руководитель студии детских и юношеских программ ВГТРК, в 2015—2017 годах — как генеральный директор канала). В настоящий момент, помимо «Карусели», руководит детскими телеканалами «Мульт», «Ani» и «Мультимузыка» как продюсер от АО «Цифровое телевидение», дочернего предприятия ВГТРК. Не замужем, Детей не имеет.